# オーバーヴェーザー
オーバーヴェーザー (Oberweser) は、ドイツ連邦共和国ヘッセン州北部のカッセル郡に1971年から2019年まで存在していた町である。この町は、隣町のヴァールスブルクと合併して、新たな自治体ヴェーザータールを形成している。

## 地理
オーバーヴェーザーは北ヘッセンの最も北部、ゾリング（北側）、ホーエンツーク・キッフィング（東側）、ブラムヴァルト（南東）およびラインハルトの森（西側）の間に位置しているこの町はヴェーザー川上流域、ハン・ミュンデンとバート・カールスハーフェンとの間の両岸に広がっている。

### 隣接する市町村
オーバーヴェーザーは、北はヴァールスブルク（ヘッセン州カッセル郡）、東はウスラー（ニーダーザクセン州ノルトハイム郡）、南東はアーデレプゼン（ニーダーザクセン州ゲッティンゲン郡）およびウスラーに属す飛び地であるフュルステンハーゲン、南はハン・ミュンデン（ゲッティンゲン郡）、西は市町村に属さない地域である「グーツベツィルク・ラインハルツヴァルト」と境を接している。

### 自治体の構成
自治体オーバーヴェーザーは、アーレンボルン、ゲヴィッセンルー、ギーゼルヴェルダー、ゴッツトロイ、ハイゼベック、エーデルスハイムからなっていた。町政の中心地はギーゼルヴェルダーに位置していた。

## 歴史
ゲヴィッセンルーとゴッツトロイはヴァルド派の入植地で、1722年にヘッセン＝カッセル方伯カールによって建設された。エーデルスハイムは1084年に初めて文献に記録されている。これ以外の3つの集落は13世紀までに記録されている。しかし、紀元400年から800年の間に成立したことは間違いない。
ヘッセン州の地域再編に伴い、1971年2月1日にそれまで独立した自治体であったアーレンボルン、ゲヴィッセンルー、ギーゼルヴェルダー、ゴッツトロイ、エーデルスハイムが合併して新しい自治体が成立した。1972年8月1日にハイゼベックもこれに合併した。
2018年10月28日に、ヘッセン州州議会議員選挙と並行して行われた住民投票で、過半数の住民がヴァールスブルクとの合併して新たな町村ヴェーザータールを形成することに賛成した。ヴァールスブルク住民も同時に行われた住民投票で合併に賛意を示した。合併は2020年1月1日に行われた。

## 行政

### 姉妹自治体
- Adony（ハンガリー、フェイェール県）1995年

## 経済と社会資本

### 交通
オーバーヴェーザーの町は連邦道 B80 号線沿いにある。

### 観光業
エーデルハイム地区の「長靴をはいた猫」とギーゼルヴェルダー地区の「白雪姫」によって、オーバーヴェーザーはドイツ・メルヘン街道の一部となっている。ギーゼルヴェルダーにはミューレンプラッツ野外博物館があり、歴史的建造物のミニチュアが展示されている。もう一つの博物館が船乗りと機織りの博物館である。この町には 50 以上の地元サークルがある。

## 引用
1. ↑  “Fusion von Oberweser und Wahlsburg: Bürger stimmten über Namen ab”. HNA.de. (2019年3月20日) 2020年7月4日閲覧。
2. ↑  “Oberweser und Wahlsburg: Bürger stimmen deutlich für die Fusion”. HNA.de. (2018年10月28日) 2020年7月4日閲覧。